# Aleix Tobías
Aleix Tobías Sabater (* 1976 in Badalona) ist ein spanischer Schlagzeuger und Perkussionist, der im Bereich der Weltmusik und des Jazz hervorgetreten ist.

## Leben und Wirken
Tobías hat erst mit 16 Jahren angefangen zu trommeln. Er studierte Schlagzeug an der Escola de Música de Badalona und am Taller de Músics in Barcelona bei David Xirgu, Àlex Ventura und Tito Busquets sowie Perkussion bei Ernest Martínez und Enildo Rasúa. Diese akademische Ausbildung ergänzte er seit 1996 durch längere Aufenthalte in Westafrika, Brasilien und der Türkei, wo er sich mit dortigen Trommelpraktiken beschäftigte.
Tobías ist Gründungsmitglied der Perkussionsgruppe Tactequeté (gleichnamiges Album 2004). Seit 2008 leitet er sein großformatiges Perkussionsorchester Coetus, bei dem verschiedene Perkussionsinstrumente der iberischen Halbinsel unüblich kombiniert werden; das Ensemble hat bisher drei Alben veröffentlicht. Mit dem Sänger und Gitarristen Carles Dènia, dem Bassisten Guillem Aguilar und der Flamenco-Tänzerin Karen Lugo trat er auch im Quartett Mezcal auf.
Marco Mezquida holte Tobías und den Cellisten Martín Meléndez 2016 in sein Trio, in dem er sich zunächst im Programm Ravel’s Dreams aus Jazzperspektive den Werken von Maurice Ravel widmete, um dann das eklektische Album Talismán (2020) einzuspielen; das Trio wurde 2022 mit dem BMW Welt Jazz Award ausgezeichnet. Mit Xalupa entstand das Album Un Sordo s’ho Escoltava (2010). Weiterhin arbeitete Tobías mit Gruppen und Solisten wie Eliseo Parra, Sílvia Pérez Cruz, Refree, Kepa Junkera, La Fura dels Baus, Martí Serra, Emilio Hernández, Marina Rossell, Miguel Ángel Blanco & Jerry Gonzalez, Maracatú, Jaime Basulto oder Eduard Iniesta. Er trat bei Festivals wie Flamenco de Ciutat Vella in Barcelona, Encontres de Percussió und Elbjazz auf. Zudem ist er auf Alben mit dem Orquestra de Jazz de Galicia, Lídia Pujol sowie Pau Riba & Pascal Comelade zu hören.